# Nuévalos
Nuévalos és un municipi de la província de Saragossa situat a la comarca de la Comunitat de Calataiud. En aquest municipi hi ha el Monestir de Piedra.